# Norashen, Ararat
Norashen là một đô thị thuộc tỉnh Ararat, Armenia. Dân số ước tính năm 2011 là 3467 người. Đô thị này thuộc vùng đô thị Yerevan.